# Wapei-Palei jezici
Wapei-Palei skupina od (23; prije 20) jezika porodice torricelli, koji se govore u Papui Novoj Gvineji. Sastoji se od 3 uže podskupine, to su: 
a. Palei (10) jezika: agi, amol (alatil), aruop, bragat, nabi, wanap; aiku (podijeljen na ambrak [aag], yangum dey [yde], yangum gel [ygl], yangum mon [ymo]);
b. Urat (1) jezik, urat;
c. Wapei (12) jezika: au, dia, elkei, gnau, ningil, olo, sinagen, valman, yapunda, yau, yil, yis

## Vanjske poveznice
- Ethnologue (14th)